# ガーディアンズ (映画)
『ガーディアンズ』（原題: Защитники、ロシア語で「保護者」）は、2017年のロシアのスーパーヒーロー映画。監督はサリク・アンドレアシアン。

## ストーリー
冷戦時代。ソ連は遺伝子操作により超人兵士を生み出す計画「パトリオット」を秘密裏に進めていたが、計画の一員であった科学者のアウグスト・クラトフの暴走により失敗に終わった。それから50年後、自身も超人となったクラトフは自らが開発した装置で世界を征服しようと企んでいた。それを阻止するためロシアの秘密部隊「パトリオット」は過去の計画により生み出された超人たち「ガーディアンズ」をそれぞれの潜伏先から招集する。こうして呼び戻されたアルスス、ハン、レア、クセニアの四人は、自分たちを改造したクラトフとの戦いに挑むのだった。

## 登場人物
※括弧内は日本語吹替
アルスス
演 - アントン・パンプーシュニー（藤真秀）
ガーディアンズのメンバー。冷戦時代、パトリオット計画による遺伝子操作で生み出された超人。超怪力の熊人間に変身することができる天才科学者。
ハン
演 - サンジャル・マディ（祐仙勇）
ガーディアンズのメンバー。冷戦時代、パトリオット計画による遺伝子操作で生み出された超人。超高速で移動することができ、二本の曲刀を使い戦う。
レア
演 - セバスティアン・シサク（金光宣明）
ガーディアンズのメンバー。冷戦時代、パトリオット計画による遺伝子操作で生み出された超人。超能力で岩などの鉱物を自由に操ることができる。
クセニア
演 - アリーナ・ラニナ（岡本沙保里）
ガーディアンズのメンバー。冷戦時代、パトリオット計画による遺伝子操作で生み出された超人。身体を透明にすることや体温を自在にコントロールすることができる。過去の記憶がない。
アウグスト・クラトフ
演 - スタニスラフ・シリン（斉藤次郎）
悪の科学者。過去の事故により遺伝子が変異し、強靭で衰えない肉体を手に入れた。自身が開発し装着している「モジュール1」という装置で、あらゆる電子機器を外部から意のままに操作することができる。ソビエトに反乱者の烙印を押された過去から、自らの力を誇示するため自身のクローンを率い世界征服を企む。
エレーナ・ラーリナ
演 - ヴァレリア・シュキランド（林真里花）
秘密部隊パトリオットの指揮官。ガーディアンズを招集するよう上官から命令を受ける。